# Juraj Weincziller

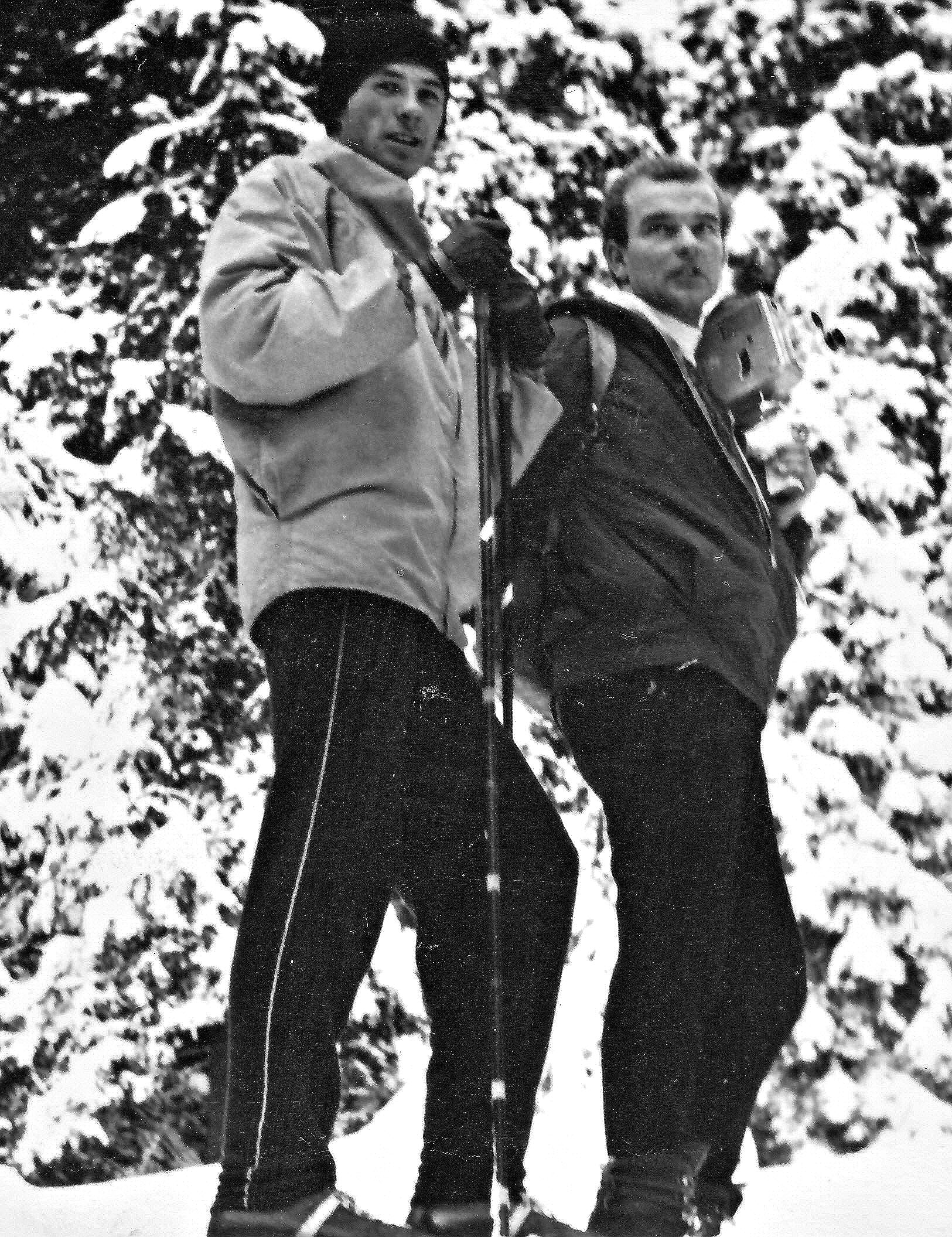
Juraj Weincziller (vpravo) a Eugen Sandor (vlevo), pracovník Horské služby TANAPu, který zahynul po pádu helikoptéry v roce 1969 ve Vysokých Tatrách

Juraj Weincziller (16. ledna 1937, Poprad, Slovensko – 7. prosince 1995, Bratislava) byl slovenský horolezec, horský vůdce, záchranář, učitel lyžování a kameraman.

## Životopis
Popradský rodák byl zaměstnancem Slovenské akademie věd na Lomnickém štítě a později pracoval na Kontrolním měřícím středisku Zprávy radiokomunikací. Bydlel v Dolním Smokovci - Pod lesem. Od roku 1971 byl kameramanem a redaktorem Slovenské televize. Orientoval se zejména na zpravodajství z Vysokých Tater a jejich okolí. Zaznamenával na filmový pás záchranné akce Horské služby TANAPu a věnoval se zejména dokumentárnímu filmu. Byl vynikajícím a uznávaným horolezcem. Ve Vysokých Tatrách uskutečnil více než 500 výstupů, z toho 45 prvovýstupů, mezi nimi mnohé v zimě. Působil v Alpách, na Kavkaze, v horách Jižní Ameriky, na Pamíru, v Atlase, na Aljašce, v Himálaji. Byl dobrovolný člen Horské služby TANAPu.

## Horolezecké výstupy a expedice

### Alpy
- 1966 - Matterhorn - severní stěna, Bonattiho cesta, třetí výstup: M. Kriššák, J. Weincziller
- 1967 - Grandes Jorasses - Walkerův pilíř: M. Kriššák, J. Weincziller, Č. Wojcík, L. Záhoranský
- 1967 - Petit Dru - severní stěna: M. Kriššák, J. Weincziller
- 1967 - Petit Dru - Bonattiho cesta: M. Kriššák, J. Weincziller / Č. Wojcík, L. Záhoranský[1]

### Kavkaz
- 1959 - Voľnaja Hispanija [2]

### Andy
- 1975 - člen expedice do Jižní Ameriky, jejíž účastníci vystoupili na Huascarán v Peru a Illimani v Bolívii. Z této akce připravil 5dílný seriál.

### Himálaje
- 1969 - člen expedice na Nanga Parbat
- 1973 - člen vodácké expedice, která splavovala himálajskou řeku Dudh Kosi
- 1979 - člen expedice na Jannu (Kumbhakarna) v Nepálu
- 1987 - kameraman STV v expedici na Mount Everest

### Aljaška
- 1980 - na památku Milana Kriššáka, který zemřel po havárii vrtulníku v roce 1979, vystoupil spolu s Michalem Orolinem, Danielem Bakošem, Vladimírem Petrikem, Philipem Johnsonem, Ivanem Fialou, Gejzou Haakem a Miroslavem Neumannem ve dnech 12. a 13. června novou cestou z jihu na severoamerický Denali.[3]

### Pamír
- 1979 - Štít Piotrovského, Severní stěna, prvovýstup, Ivan Fiala, Miloslav Neumann, Michal Orolin a Juraj Weincziller
- Štít 50. let ozbrojených sil, Západní stěna, prvovýstup, 8. - 10. 7., Ivan Fiala, Miloslav Neumann, Michal Orolin, Juraj Weincziller, Miloš Maťašák a pět sovětských horolezců
- Pik Komunisma, Pilíř Burevestnik, Ivan Fiala, Juraj Weincziller a dva další horolezci (In: Ivan Fiala, portrét významného slovenského horolezce 70. let minulého století.[4]

## Ocenění
Za záchranu života mexickému horolezci při výstupu na Aconcaguu mu UNESCO udělilo v roce 1983 Cenu fair play (spolu s Ivanem Fialou a Vincentem Dubeněm).

## Filmová tvorba
- Odvrácená tvář Vánoc tatranských – rekonstrukce tragédie, která se odehrála ve Vysokých Tatrách na Vánoce v roce 1962.
- V zemi Šerpů – film mapuje cestu krajinou Šerpů (Solukhumbu) pod masiv Mount Everestu. Přibližuje život domorodých obyvatel, ukazuje hlavní město Šerpů, Namche Bazaar, a nemocnici ve vesničce Khumbu, kterou za pomoci nadace dal postavit legendární novozélandský horolezec a první pokořitel Everestu, Edmund Hillary. Ukazuje život v okolí kláštera v Tengboche a symbolický hřbitov v Gorakshepe, který byl vybudován na počest obětí Everestu.
- Everest 87 – film o cestě československých horolezců na nejvyšší horu světa Mount Everest.
- Fitz Roy – dokumentární film o cestě československých horolezců na jeden z nejtěžších kopců na hranici mezi Chile a Argentinou – Fitz Roy. V roce 1984 získal film hlavní cenu na prestižním festivalu v italském Trentu.

### Účinkování ve filmu
- Expedice TANAP[6]